# Slavekrigene
Slavekrigene (undertiden også omtalt som "Servile krigene", der er afledt af det latinske ord "servus", som betyder "slave") var en serie på tre slaveoprør  i den sene Romerske Republik.
- Første Slavekrig (135−132 f.Kr.) — på Sicilien, ledet af Eunus, en tidligere slave, der påstod at være en profet, og Cleon fra Kilikien.
- Anden Slavekrig (104−100 f.Kr.) — på Sicilien, ledet af Athenion og Tryphon.
- Tredje Slavekrig (73−71 f.Kr.) — på det italienske fastland, ledet af Spartacus.